# Le Douhet
Le Douhet is een gemeente in het Franse departement Charente-Maritime (regio Nouvelle-Aquitaine) en telt 636 inwoners (1999). De plaats maakt deel uit van het arrondissement Saintes.

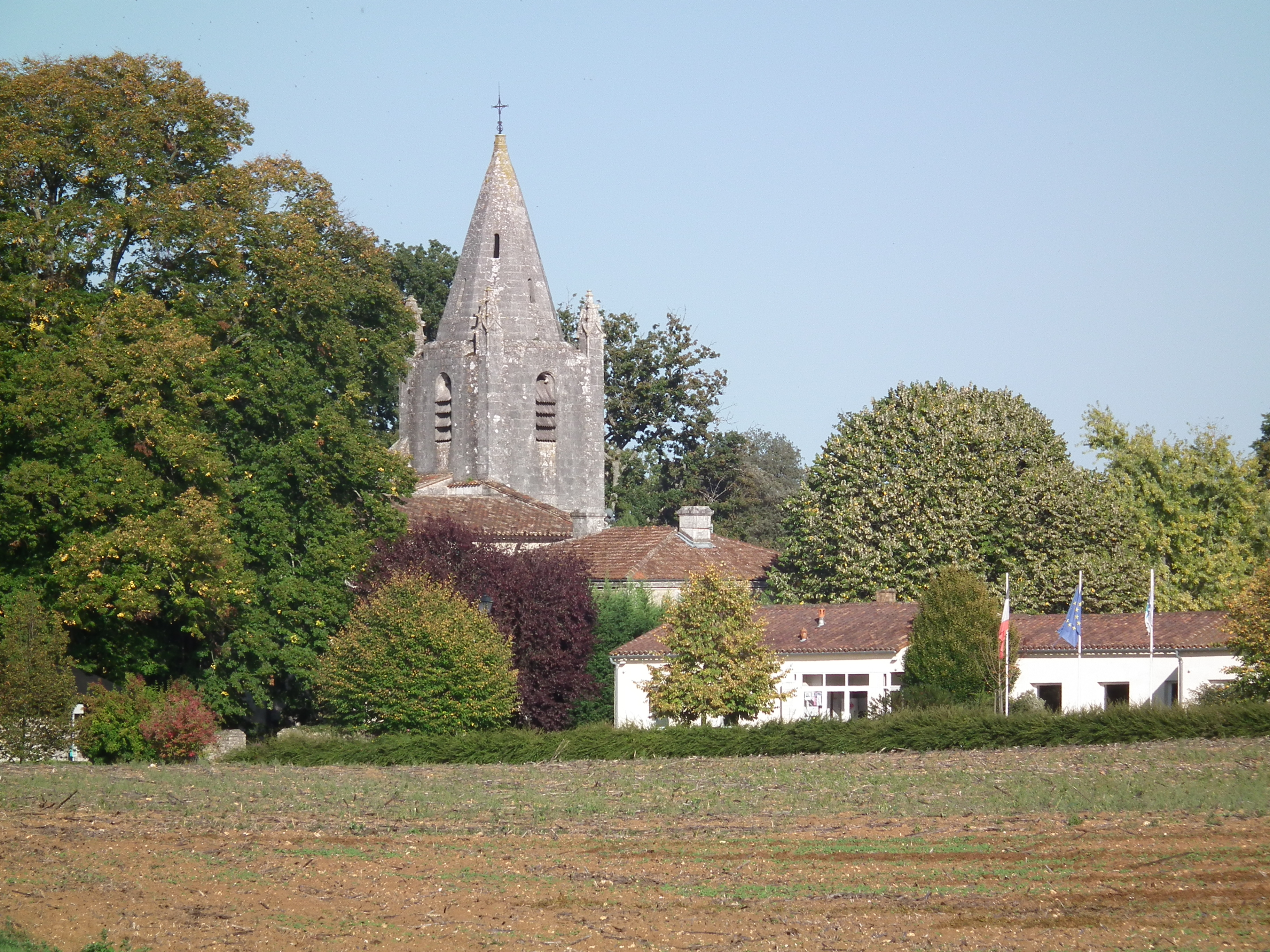
Le Douhet
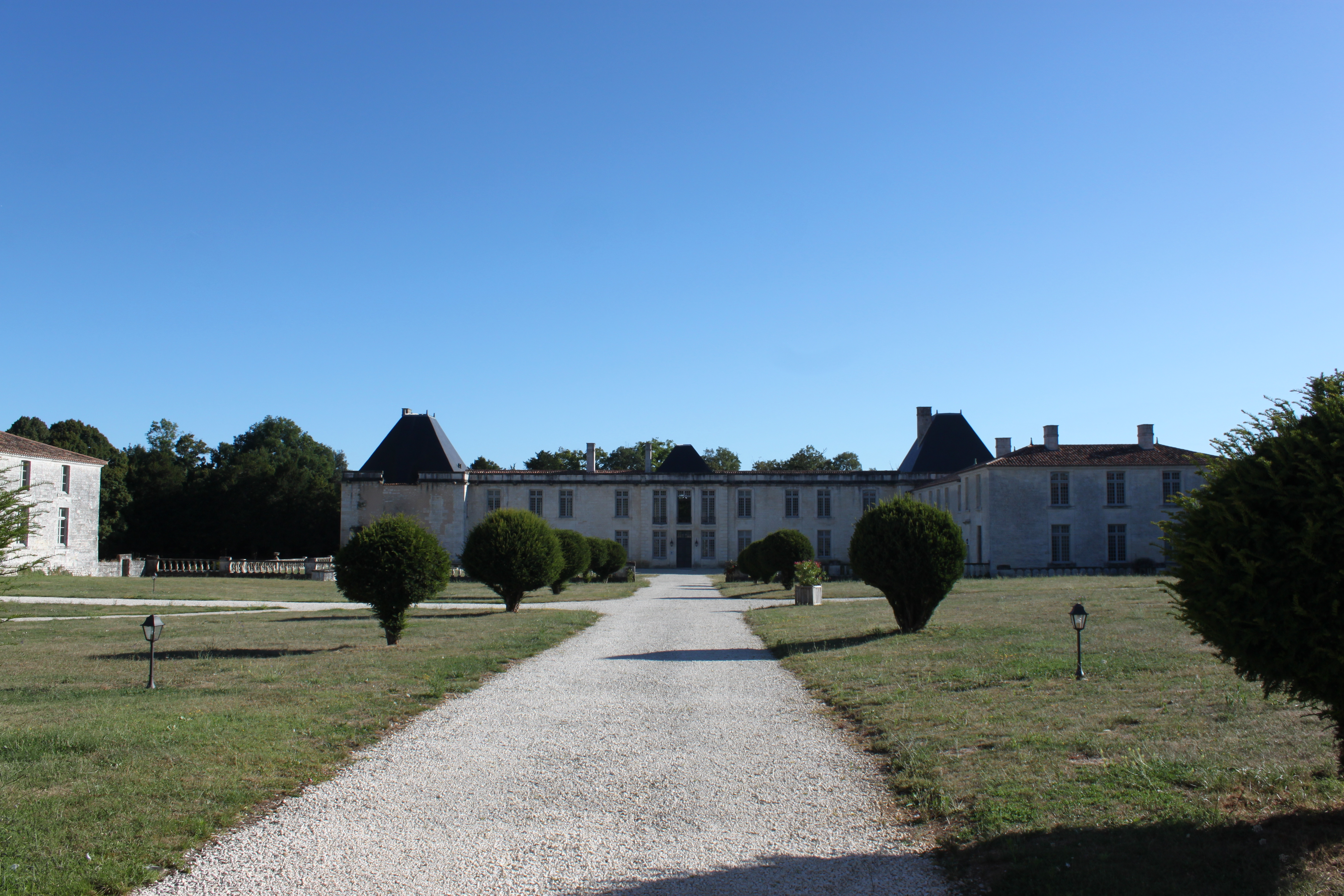
Kasteel van Le Douhet
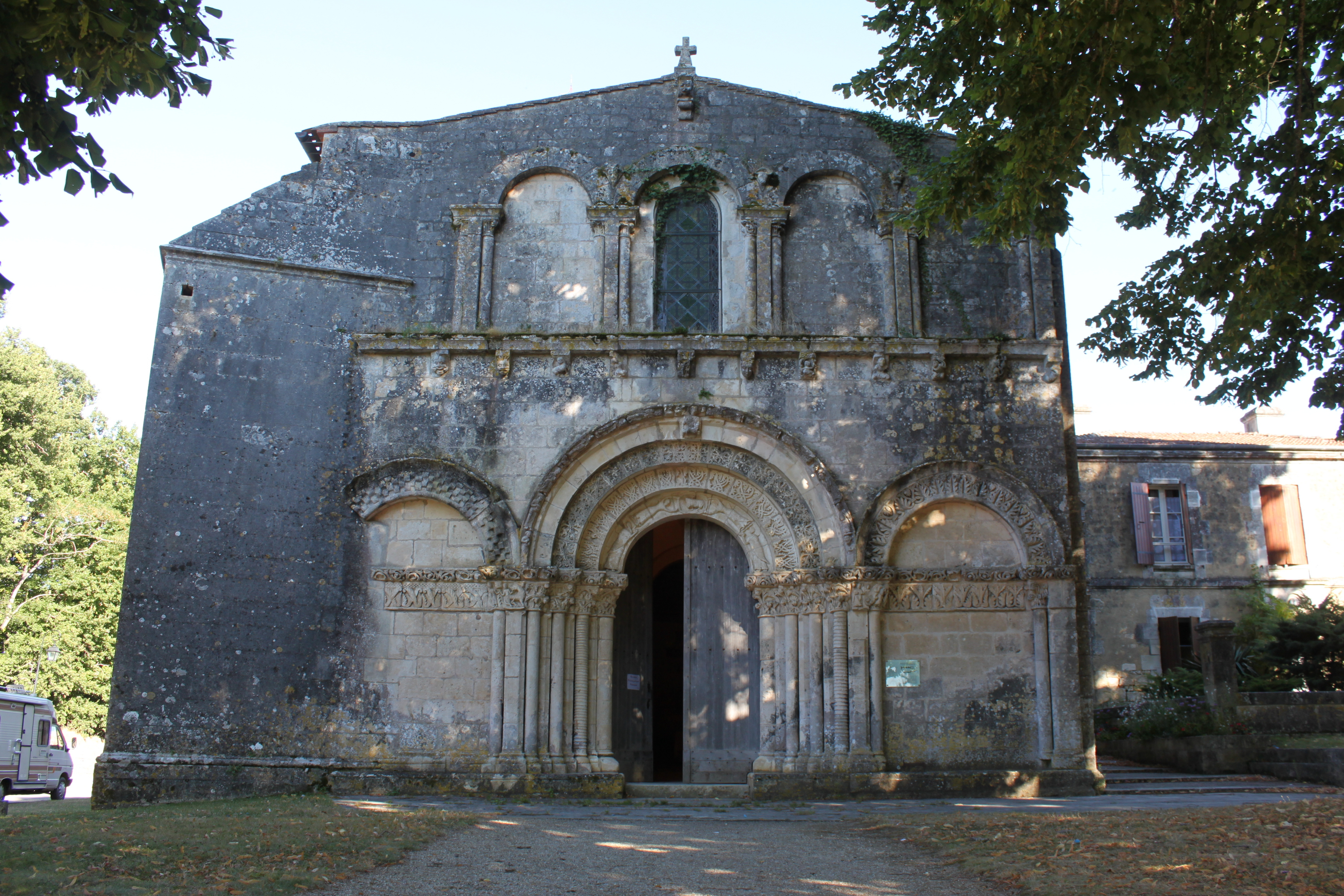
Kerk van St Martial

## Geografie
De oppervlakte van Le Douhet bedraagt 18,4 km², de bevolkingsdichtheid is 34,6 inwoners per km².
De onderstaande kaart toont de ligging van Le Douhet met de belangrijkste infrastructuur en aangrenzende gemeenten.

## Demografie
Onderstaande figuur toont het verloop van het inwonertal (bron: INSEE-tellingen).